# Roberto Alagna
Pour les articles homonymes, voir Alagna (homonymie).
Roberto Alagna, né le 7 juin 1963 à Clichy-sous-Bois (Seine-Saint-Denis), est un ténor franco-italien,.

## Biographie

### Formations et débuts
Né de parents siciliens immigrés en France, Roberto Francesco Alagna a chanté tout d'abord en public, des airs de variétés comme les célèbres mélodies napolitaines et siciliennes, se produisant dans les cafés, cabarets ou restaurants. Jusqu'à l'âge de 22 ans, il se produit dans les cabarets parisiens. En 1985, il sort le 45 tours Embrasse-moi chez Eddie Barclay. Le propriétaire d'un restaurant italien, Santo Di Geronimo, repère alors les capacités du chanteur amateur et lui offre des cours de chant en le présentant à Rafael Ruiz, contrebassiste et chanteur d'origine cubaine, également professeur de chant, élève du grand ténor Aureliano Pertile, qui décide de lui transmettre le goût de l'art lyrique tout en lui enseignant les premiers rudiments du chant classique.
Par la suite, sa rencontre avec Gabriel Dussurget, créateur du festival d'Aix-en-Provence, puis avec la pianiste Elizabeth Cooper, sont déterminantes.
C'est en 1988 que sa carrière de ténor lyrique débute en remportant le concours Pavarotti et en interprétant le rôle d'Alfredo Germont de La traviata de Verdi au festival de Glyndebourne.

### Carrière
Sa carrière connaît un rapide essor, qui le conduit sur les principales scènes lyriques mondiales (Scala de Milan, Metropolitan Opera de New York, Royal Opera House de Londres, Opéra Bastille de Paris, etc.).
Il compte de nombreux rôles à son actif et sa discographie est très étendue, concentrée sur des rôles en français et en italien, presque exclusivement dans le répertoire du XIXe siècle, Verdi, Puccini, Gounod, Berlioz, Massenet notamment. Il a participé à plusieurs enregistrements studio d'intégrales d'opéra notamment sous la direction d'Antonio Pappano avec l'orchestre du Royal Opera House de Londres, qui constituent des versions de référence. Citons la Bohème de Puccini avec sa partenaire de prédilection à l'époque, Angela Gheorghiu ou Manon de Massenet.
Son timbre clair et juvénile à ses débuts, sa diction soignée conviennent particulièrement à certains rôles comme Roméo dans le Roméo et Juliette de Gounod, le duc de Mantoue dans Rigoletto de Verdi ou Edgard dans la version en français de Lucie de Lammermoor de Donizetti, Don Carlos dans la version française ou italienne. Il a fait également redécouvrir en français le Cyrano de Bergerac de Franco Alfano. Une des particularités qui ajoutent à la clarté de sa diction en français est que, contrairement à la tradition, il est un des rares chanteurs à ne pas rouler les « r ». Quand Roberto Alagna revient sur son arrivée dans le monde lyrique, il précise : « J'ai commencé à m'intéresser sérieusement à l'opéra à 17 ans, avant je pensais que c'était impossible, trop difficile, que je n'en étais pas capable ».
Lors de la fête nationale française, le 14 juillet 2005, il interprète La Marseillaise devant la tribune d'honneur. La même année, il enregistre un disque reprenant plusieurs airs et duos d'opérette (Roberto Alagna chante Luis Mariano), vendu à 400 000 exemplaires. Depuis lors, comme fils spirituel du célèbre Luis Mariano, lui fut accolé le titre de « chanteur fou ».
En septembre 2007, il participe à Marseille avec Angela Gheorghiu à la création mondiale de Marius et Fanny, opéra composé par Vladimir Cosma d'après les œuvres de Marcel Pagnol.
Fin 2008, Roberto Alagna rend hommage à ses origines siciliennes à travers le disque Sicilien (vendu à 300 000 exemplaires). Dans ce disque, entièrement chanté en dialecte sicilien (sauf « Parla più piano », le thème du film Le Parrain), il reprend tous les plus grands standards du folklore insulaire. Après la tournée du même nom, le ténor propose de visiter la Sicile à travers un documentaire intitulé La Sicile de Roberto Alagna. Ce documentaire constitue aussi bien un portrait autobiographique qu'une visite historique de Syracuse ; il s'apparente fortement au documentaire Italianamerican réalisé en 1974 par Martin Scorsese.
Des incidents et accidents ont parfois émaillé sa carrière de ténor, star française et mondiale : ainsi le 10 décembre 2006, le ténor quitte la scène de la Scala de Milan, à la fin du premier air d'Aïda (Céleste Aida), après avoir entendu des spectateurs émettre des sifflets et des huées. Sa doublure, Antonello Palombi, encore en chemise et en jeans, reprend immédiatement le rôle de Radamès. Stéphane Lissner, qui dirige la Scala, lui fait savoir le lendemain qu'il n'est plus le bienvenu. Alagna se défend en évoquant le malaise physique qui se serait emparé de lui et attaque la direction de la Scala. Cet incident, dont d'autres grands artistes seront victimes par la suite (notamment le ténor Piotr Beczała sifflé lors d'une Traviata), le conduira à refuser de retourner à la Scala durant quinze ans. Il aurait dû y faire son retour en juin 2020 dans Fedora avec la soprano star Sonya Yoncheva mais la pandémie de Covid-19 a conduit à l'annulation de toute la fin des saisons d'opéra.
L'opéra chez les Alagna, c'est aussi une affaire de famille : ainsi, en juillet 2007, il présente au théâtre des Champs-Élysées à Paris la création d'un opéra, composé par son frère David Alagna, et dont il a coécrit le livret avec ses deux frères (David et Frederico, également guitaristes, qui l'accompagnent sur le disque "Sérénades" en 1997) : Le Dernier Jour d'un condamné d'après Victor Hugo. Cette œuvre sera notamment reprise à l'Opéra de Marseille.
Les chorégies d'Orange l'invitent tous les ans pendant une décennie et il y remporte des succès notoires régulièrement. En août 2007, il chante Manrico du Trouvère de Verdi aux chorégies d'Orange, où il se produit. tous les étés depuis 1998. Citons notamment Carmen en 2004, Faust en 2008 avec une retransmission TV sur France 2 à heure de forte audience, Cavaliera Rusticana en 2016 ou Turandot en 2012 et Le Trouvère en 2015. Il annonce ensuite qu'il ne chantera plus aux Chorégies d'Orange à qui il a beaucoup donné, pour passer à d'autres projets, d'autres festivals notamment.
Son timbre se corse par la suite et il aborde de plus en plus souvent avec succès, des rôles plus lourds tout en restant pour l'essentiel dans le répertoire lyrique : Cavaradossi dans Tosca, Turiddu et Canio dans Cavaliera Rusticana et Paillasse, Don José dans Carmen ( il est l'un des meilleurs ténors actuels dans ce rôle), Manrico dans le Trovatore, Calaf dans Turandot pour citer ceux dans lesquels il est le plus souvent engagé. Mais il abordera aussi des œuvres françaises moins connues dans les années 2015, comme Le Cid de Massenet, qui marquera ses débuts dans la salle Garnier de l'Opéra de Paris, Vasco de Gama de Meyerbeer au Deutsche Oper de Berlin, La Juive d'Halévy au Bayerische Staatsoper de Munich ou Le Roi Arthus de Ernest Chausson dans la grande salle de l'Opéra de Paris à Bastille, Otello au Staatsoper de Vienne puis à l'Opéra de Paris, Samson et Dalila au MET de New York pour l'ouverture de la saison 2018-2019, l'une des représentations étant retransmise dans les cinémas du monde entier en liveHD, puis aux Chorégies d'Orange où il revient triomphalement lors de la réouverture post-pandémie en 2021. Il aborde également pour la première fois le rôle-titre d'Andrea Chénier de Umberto Giordano au Royal Opéra House de Londres en 2019 aux côtés de Sondra Radvanovsky.
Ses tentatives d'aborder le répertoire allemand ont finalement abouti dans une représentation devant un public, avec son premier Lohengrin fin avril 2022 au Staatsoper de Berlin dans une mise en scène de Calixto Bieito. Auparavant, Roberto Alagna avait été pressenti par Christian Thieleman pour incarner Lohengrin au festival de Bayreuth aux côtés d'Anna Netrebko en 2018. Anna Netrebko renonça au projet près d'un an avant, tandis que Roberto Alagna se retirait à son tour juste avant le début des répétitions, ne se sentant pas prêt à un rôle complexe, dans un répertoire qu'il n'avait jamais abordé (Wagner et le répertoire germanique en général), et dans une langue qu'il ne connaissait pas. Mais ce n'était que partie remise comme il l'avait lui-même annoncé. Plusieurs représentations étaient programmées au Staatsoper de Berlin du 13 décembre 2020 à fin janvier 2021, dans une mise en scène du catalan Calixto Bieito avec la Staatskapelle de Berlin sous la direction de Matthias Pintscher. L'épidémie de Covid bouleversa ce projet : les représentations en public furent annulées, mais Internet et la télévision sauvèrent en partie cette production, qui put se tenir le 14 décembre, pour une unique représentation, à huis clos et avec gestes barrières ! Elle put être retransmise en direct, notamment sur la chaîne Arte. Le site Classiquenews.com en fit un compte-rendu très élogieux pour Alagna, dans le rôle titre : « puissant, clair, tendu comme une lame d’acier, avec la maîtrise du vibrato requise et l’ardeur expressive qui sied à l’image du chevalier sauveur, Roberto Alagna incarne avec grande allure et vraie intensité, la figure droite, irradiante du chevalier prophétique… »". D'autres critiques ont été plus nuancés : « le ténor français n'étant pas à son meilleur… en entrant pour la première fois dans l’univers mythologico-romantique de Lohengrin, considéré comme le plus italien des opéras de Wagner ». Le Staatsoper de Berlin reprend cette production fin 2021, mais, après une annulation pour COVID pour la Première du 24 avril 2022, il faudra attendre le 30 avril pour retrouver le chanteur français dans le rôle titre, en compagnie de Vida Miknevičiūtė.
Il poursuit une carrière internationale, chantant toujours régulièrement au Metropolitan opera, au Royal Opera House de Londres, au Staatsoper de Vienne, aux arènes de Vérone notamment.
Son retour à la Scala de Milan a finalement eu lieu en octobre 2022 dans trois représentations de Fedora, aux côtés de Sonya Yoncheva.
Engagé dans une comédie musicale le ténor, qui n'a jamais hésité à pratiquer le « cross over » se lance pour début 2023 dans l'aventure Al Capone, oeuvre composée par Jean-Félix Lalanne dans une mise en scène de Jean-Louis Grinda puis reprend le chemin des concerts et scènes d'opéra, notamment celui des Arènes de Vérone durant l'été 2023.

Roberto Alagna dans Faust aux Chorégies d'Orange 2008
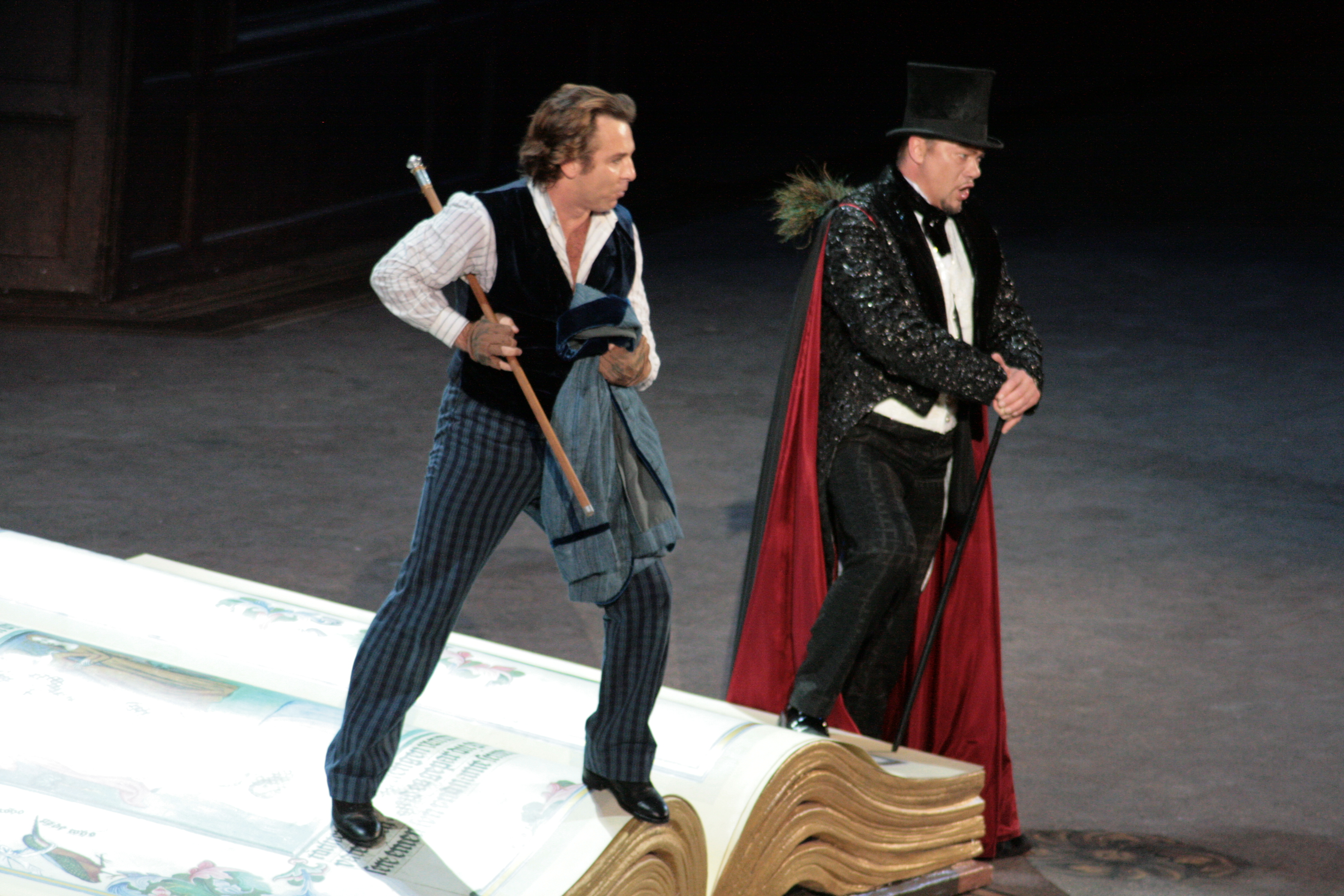
Avec René Pape.
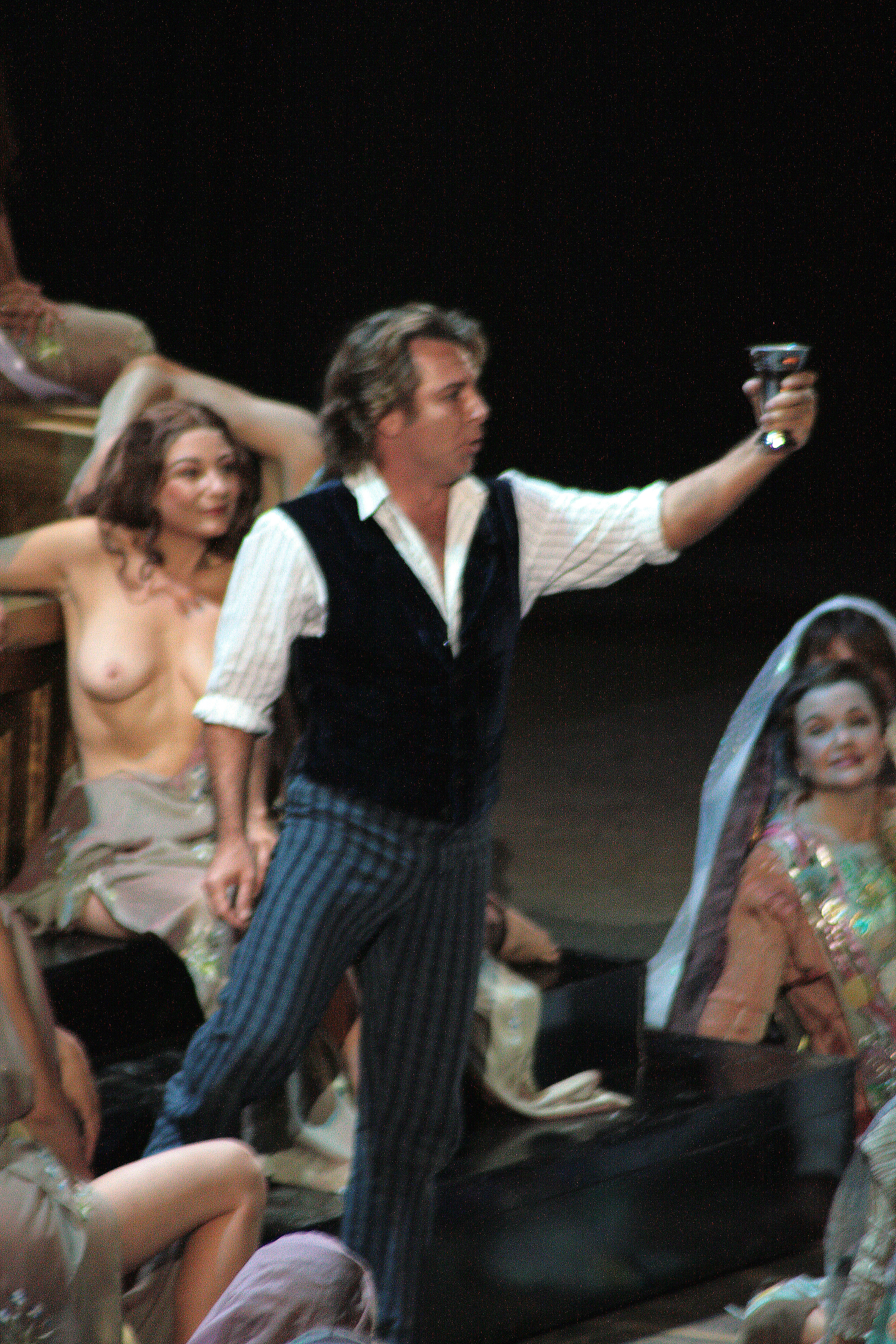
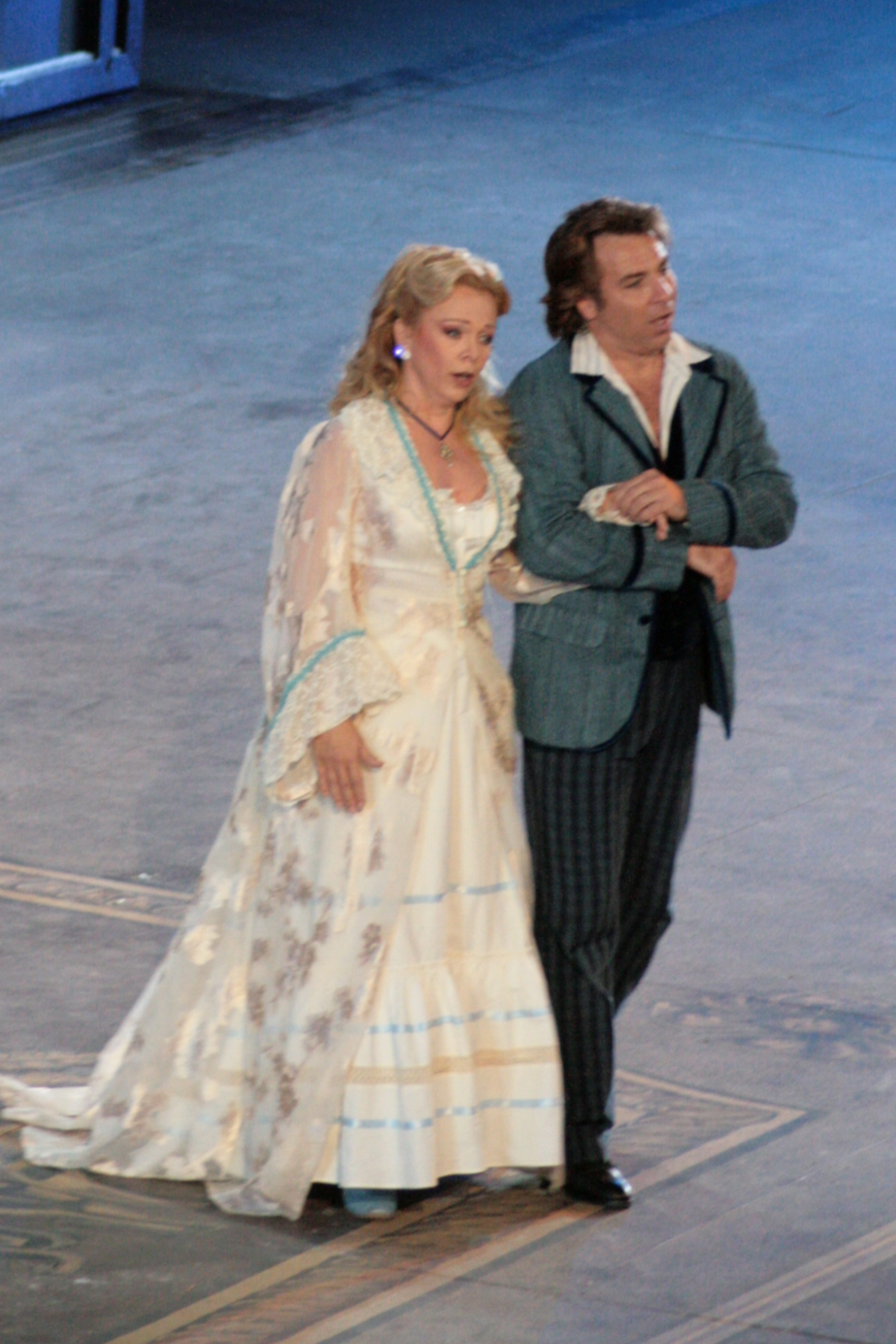
Avec Inva Mula dans le rôle de Marguerite.
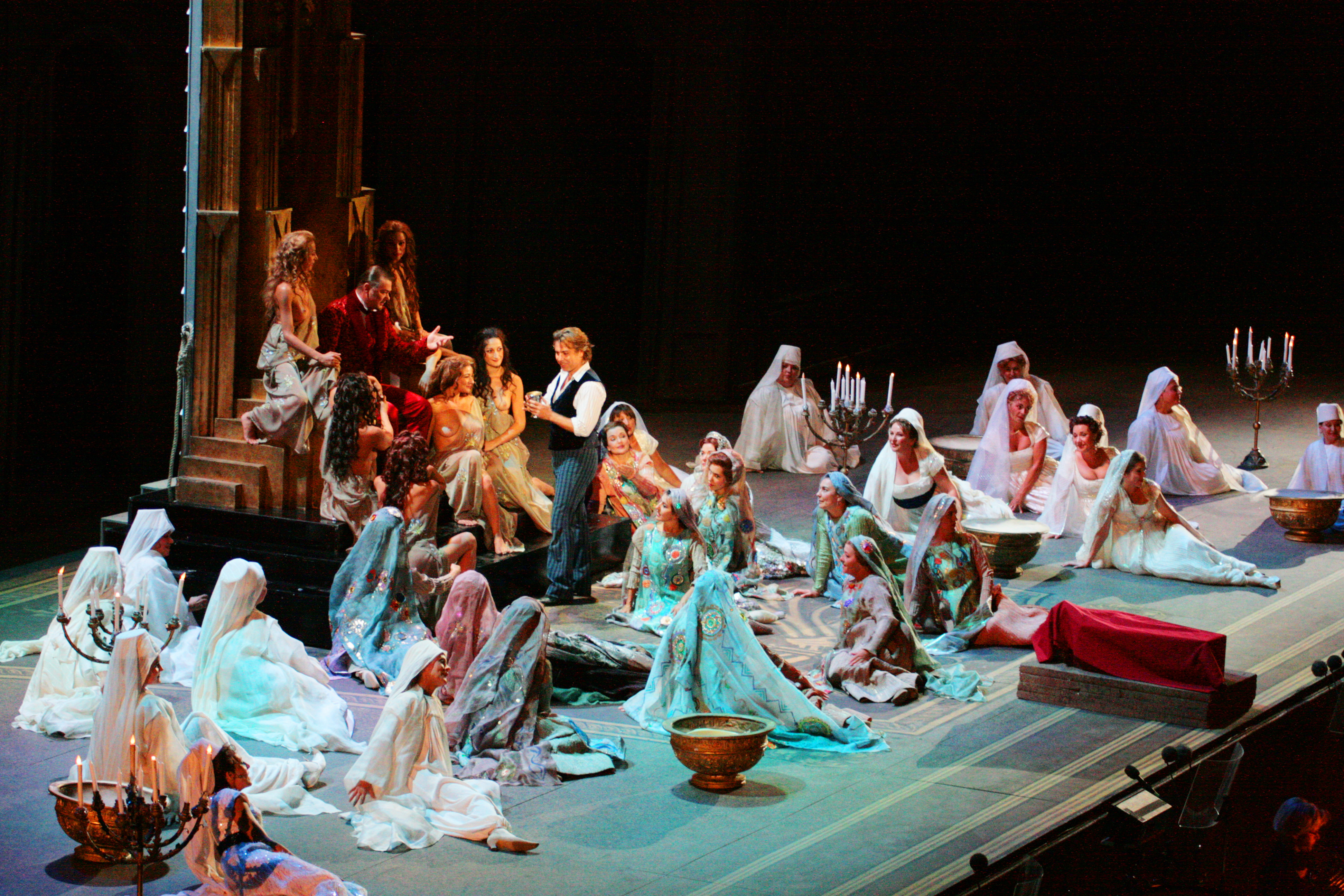

### Vie privée

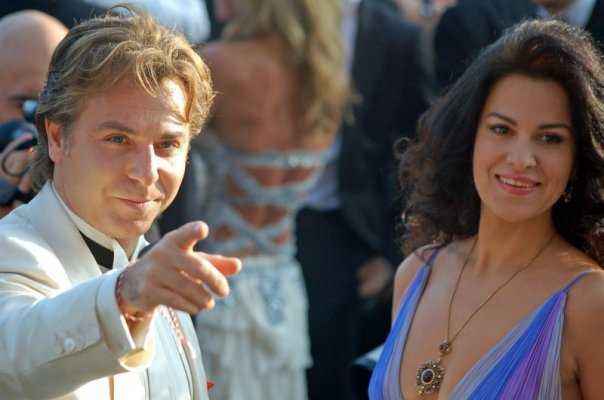
Roberto Alagna et Angela Gheorghiu au festival de Cannes 2006.

Avec sa première épouse, Florence Lancien, il a une fille, Ornella, née en 1992. Florence meurt en 1994 d'une tumeur au cerveau.
En 1996, il épouse la soprano roumaine Angela Gheorghiu avec laquelle il enregistre de nombreux disques et joue dans nombre d'opéras. En octobre 2009, celle-ci annonce sur son site être séparée de son mari depuis deux ans et avoir engagé une procédure de divorce. Le couple se réconcilie, puis début 2013, Angela Gheorghiu annonce leur divorce.
En 2014, Roberto Alagna a une deuxième fille, Malèna, avec la soprano polonaise Aleksandra Kurzak qu'il épouse le 16 novembre 2015 à Wrocław (Pologne).

### Engagement
En décembre 2023, il est signataire de la tribune controversée N'effacez pas Gérard Depardieu visant notamment à défendre la présomption d'innocence de Gérard Depardieu, alors accusé de viol, agression sexuelle et harcèlement sexuel. Il émet ensuite des regrets d'avoir signé la tribune,,.

## Répertoire
- Franco Alfano : Cyrano (Cyrano de Bergerac)
- Georges Bizet :
  - Don José (Carmen)
- Ernest Chausson : Lancelot (Le Roi Arthus) en mai-juin 2015 à l'Opéra Bastille
- Vladimir Cosma : Marius (Marius et Fanny) en septembre 2007 à l'Opéra de Marseille
- Gaetano Donizetti :
  - Nemorino (L'elisir d'amore)
  - Edgardo/Edgar (Lucia di Lammermoor/ Lucie de Lammermoor)
  - Roberto (Roberto Devereux)
- Gabriel Fauré : Ulysse (Pénélope) en 2013 au théâtre des Champs-Élysées
- Christoph Willibald Gluck : Orfée (Orphée et Eurydice)
- Charles Gounod :
  - Roméo (Roméo et Juliette)
  - Faust (Faust)
- Fromental Halévy :
  - Éléazar La Juive, en juin-juillet 2016 à Munich[35]
- Édouard Lalo : Fiesque (Fiesque) en juillet 2006 au Festival de Montpellier
- Ruggero Leoncavallo : Canio (Pagliacci)
- Pietro Mascagni :
  - Fritz (L'amico Fritz)
  - Turiddu (Cavalleria rusticana)
- Jules Massenet :
  - Werther (Werther)
  - le chevalier des Grieux (Manon)
  - Jean (Le Jongleur de Notre-Dame) en février 2007 au Corum Berlioz de Montpellier
  - Rodrigue (Le Cid) en juin 2011 à l'Opéra de Marseille et en 2015 à l'Opéra Garnier
- Jacques Offenbach : Hoffmann (Les Contes d'Hoffmann)
- Giacomo Puccini :
  - Rodolfo (La bohème)
  - Pinkerton (Madama Butterfly)
  - Des Grieux (Manon Lescaut) en mars 2016 au Metropolitan Opera
  - Ruggero (La rondine)
  - Mario Cavaradossi (Tosca) en novembre 2013 au Metropolitan Opera
  - Calaf (Turandot) en juillet 2012 aux chorégies d'Orange
- Giuseppe Verdi :
  - Radamès (Aida de Verdi)
  - Don Carlos (Don Carlos)
  - MacDuff (Macbeth)
  - Otello (Otello) en 2014 aux chorégies d'Orange
  - le duc de Mantoue (Rigoletto) en 1993 à Toulouse et en 1995 aux chorégies d'Orange
  - Alfredo (La traviata)
  - Manrico (Il trovatore)
- Richard Wagner : Lohengrin (Lohengrin)
- Riccardo Zandonai : Paolo (Francesca da Rimini)

## Discographie
- Rigoletto Highlights (Verdi, Muti) (1995) (enregistré en 1994)
- Airs & Duos (1996) avec Angela Gheorghiu
- Chants sacrés (1996)
- Sérénades (avec David et Frederico, ses frères, à la guitare) (1997)
- La Bohême de Puccini (1999) avec Angela Gheorghiu
- Werther de Massenet  (1999) avec Angela Gheorghiu
- Te Deum de Berlioz (2001), Marie Claire Alain, orgue, Dir. John Nelson
- Airs d'opéra français (2001)
- Essential Puccini (2CD, avec divers interprètes) (2001)
- Tenöre (compilation, avec 10 autres chanteurs) (2001)
- Lucie de Lammermoor de Donizetti (version française, 2002) avec Natalie Dessay et Ludovic Tézier
- Tosca (BOF) de Puccini (2002) avec Angela Gheorghiu et Ruggero Raimondi
- La Bohême de Puccini (The Dream Cast, compilation de divers interprètes, 2002)
- Carmen de Bizet  (2003) avec Angela Gheorghiu
- Roberto Alagna chante Luis Mariano (2005)
- Tenor (2006)
- Viva Opéra ! (2006)
- Credo - Airs sacrés (2007)
- Angela (Angela Gheorghiu) et Roberto - duos d'opéra (2007)
- Sicilien (2008)
- Le Jongleur de Notre-Dame de Massenet (2009)
- Sicilien - Live (2009)
- Hommage à Luis Mariano - C'est magnifique ! (2 CD) (2010)
- Les Stars du classique (2010) (Radio Classique)
- Mes plus grands rôles à l'opéra (3 CD) (2011)
- Pasión (2011)
- Pasión Live (2012)
- Verdi (2013)
- I Capolavori Opera (Rigoletto (2 CD) + Eroi Verdiani) (2014, en Italie)
- Little Italy (2014)
- Ma vie est un opéra (2014)
- Noël (2015)
- Robertissimo (2016)
- Malèna,New Sicilian & Neapolitan Songs (2016)[36]
- Puccini in love (2018) avec Aleksandra Kurzak
- La Navarraise de Massenet (2018) avec Aleksandra Kurzak
- Caruso 1873 (2019)
- Le Chanteur (2020)
- Al Capone (2022) (comédie musicale de Jean-Félix Lalanne, avec Anggun et Bruno Pelletier)
- "Seigneur" (2024)
- "60" (2024)

SORTIE CD - All'Opera (Complete Opera Recordings on Warner Classics)
Sortie le 6 septembre 2024 sous le label Erato.
Ce luxueux coffret de 33 CD rassemble pour la première fois l'intégralité de ses enregistrements d'opéras complets, initialement publié par Erato, EMI Classics, Virgin Classics et Warner Classics (Œuvres de Bizet, Donizetti, Gounod, Massenet, Offenbach, Puccini, Verdi).
(Source : Erato)

## Cinéma
- 2001 : Tosca, film-opéra de Benoît Jacquot : Cavaradossi
- 2010 : Celles qui aimaient Richard Wagner de Jean-Louis Guillermou : Joseph Tichatschek
- 2022 : Ténor, film de Claude Zidi Junior : lui-même

## Publications
- Je ne suis pas le fruit du hasard, autobiographie, Grasset, Paris, 2007  (ISBN 978-2-246-685418 et 2-246-68541-9)[37].
- Mon dictionnaire intime, avec la contribution d'Alain Duault, Brochet, 2019.

## Hommages et distinctions
- Roberto Alagna a inauguré sa statue de cire au musée Grévin le 9 décembre 2008.
- Officier de la Légion d'honneur ; il est nommé chevalier de la Légion d'honneur depuis le 21 mars 2008[38], puis est promu officier en 2020[39].